# کیپ گمبلین
کیپ گمبلین (انگلیسی: Kip Gamblin؛ زادهٔ ۵ ژوئیهٔ ۱۹۷۵) هنرپیشه، ballet dancer اهل استرالیا است.